# 费米面
费米面是固体物理学中一种抽象的边界或界面，可以用来方便地表征或预测金属、半金属和半导体的热能、电能、磁能和光等的性质。 
费米面的存在是泡利不相容原理的直接结论，它允许每个量子态最多有一个电子。

## 详解
费米面与晶格周期性息息相关，而晶格周期性又成为所有结晶固体的重要特征；其还与结晶固体中占有的电子能带关系紧密。按照能带理论，每个电子都必须处于价带或导带中的某一能级。给定能带内的任意量的中子都等似看作在动量空间中占有一定的体积。动量空间(k)是物理学中有用的抽象概念，物理学家认为按经典方式能量与动量有关，物理學家習慣用动量空间中的体积来表示电子的能级。物理学家又进而发现用波矢k来代替动量可以使得概念更加的简便。 
费米面就是描述了在金属中的电子的动量空间中的状态，它是将部分填充能带的占据态（形象的说法就是有人居住的房屋）以及空态（就如同无人居住的房屋）分开的等能面的集合。在金属中被电子占据的最高能级相应的能量——即费米能 {\displaystyle E_{p}} 位于能带内，如果其满足 {\displaystyle E_{n}(k)=E_{p}} 定义的等能面集就称为费米面。 
晶体的费米面中，仅有碱金属等单价元素晶体的费米面近似于球面，而其他金属的费米面通常都是复杂的形状。特别是多价金属，它们一般都有许多个费米面，分别对应了在不同部分填充的能带。 
例，在钠和钾中，它们占有态的体积在动量空间中看作是一个球（费米球）。而在这个费米球上具有某个恒定能量的面就可以称为费米面。
在绝对零度中，费米面将在动量空间中占有的电子态同费米球外的空态隔离开来。但许多较复杂的金属不具有动量空间的被占有的电子态。相反，这些金属的费米面经常都具有一定程度的隆起或凹陷，而这些影响了球面的偏离都是与适当的晶体一样有相同的基本对称性。实际情况中，金属的费米面所形成的各种不同的形状恰好反映了金属的电子结构。此外，接近费米面的电子态能量的变化都会对金属的导电性、磁能等产生作用。
由于费米面与能带结构和填充态的情况有关，所以它形象地描述了金属的电子结构。在实验中测量到的费米面能计算各种能带以及金属的输运系数、光学性质等，这些都是与费米面的形状有关的。

## 理论

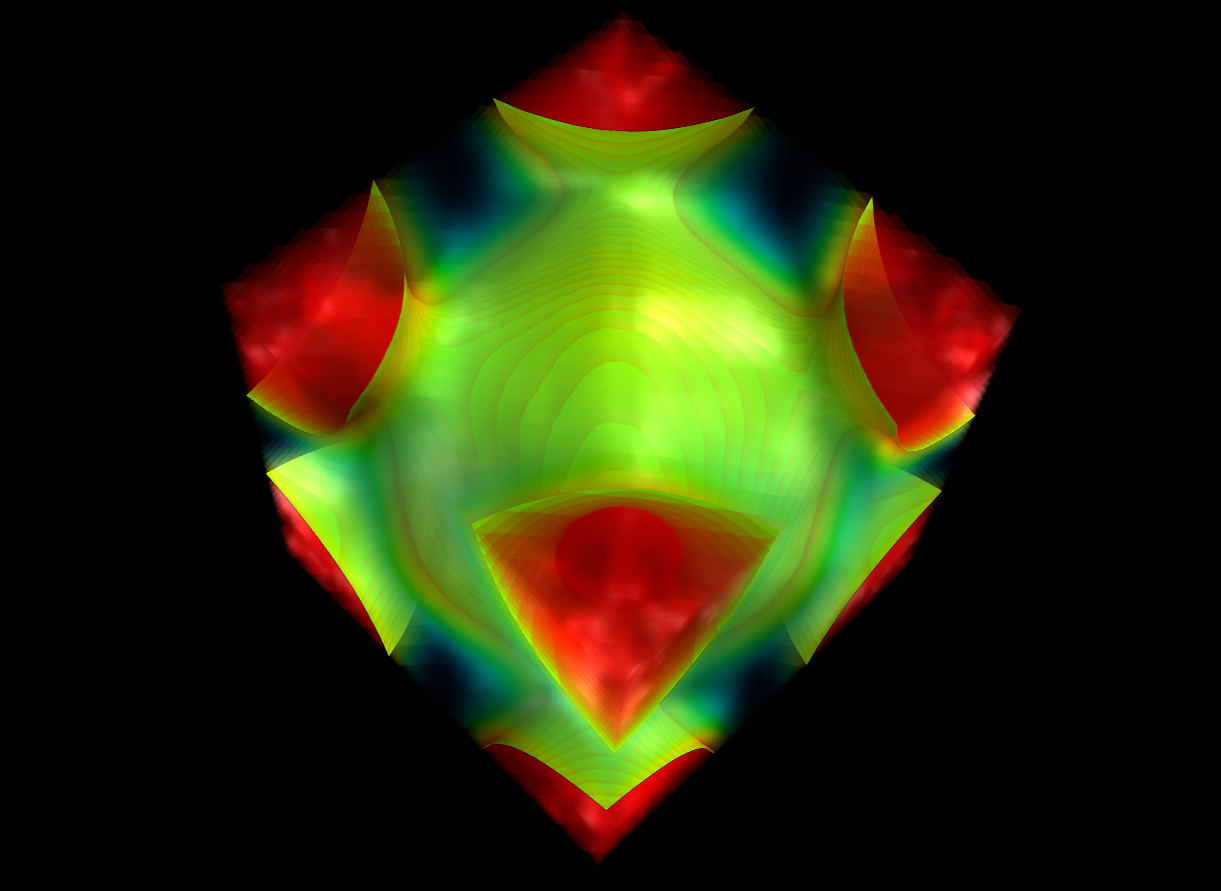
Figure 1. Fermi surface and electron momentum density of copper in the reduced zone schema measured with 2D ACAR.

金属中的自由电子满足泡利不相容原理，其在单粒子能级上分布几率遵循费米统计分布
{\displaystyle f(E)=1/(1+\exp(E-E_{f})/K_{b}T)}
其中，Ef表示费米能级，{\displaystyle K_{b}}表示玻尔兹曼常数，T表示温度。当T=0K时，f(E)= 1。表示在绝对零度下，电子将占据E≤Ef的全部能级，而大于Ef的能级将全部空着，自由电子的能量表示为E（k）=ћ²к²/2m,它在к空间的等能面是一球面，将E=Ef等能面称为费米面。

## 脚注

### 外文文献
- K. Huang, Statistical Mechanics (2000), p244
- N. Ashcroft and N.D. Mermin, Solid-State Physics, ISBN 0-03-083993-9.
- W.A. Harrison, Electronic Structure and the Properties of Solids, ISBN 0-486-66021-4.
- VRML Fermi Surface Database （页面存档备份，存于）
- J. M. Ziman, Electrons in Metals: A short Guide to the Fermi Surface (Taylor & Francis, London, 1963), ASIN B0007JLSWS.